# Disciotis
Genre
Disciotis est un genre de champignons ascomycètes (Fungi) de la famille des Morchellaceae. Disciotis venosa, la Pézize veinée, est l'espèce type. Elle est présente sur l'ensemble de l'Eurasie et en Amérique du Nord.
Les espèces du genre Disciotis produisent de grandes apothécies en coupe lobée, s'étalant, se bombant ou se convolutant avec l'âge. La surface interne fertile, l'hyménium, est brune et souvent veinée. Le pied est court et trapu mais il est parfois absent. Ce genre est morphologiquement proche des Pezizaceae et s'en distingue par caractéristiques microscopiques : ses asques qui ne bleuissent pas avec l'iode et ses spores largement elliptiques ornées de minuscules granules aux extrémités. Ses paraphyses sont larges et septées.

## Ensemble des espèces
Liste des espèces selon GBIF (8 avril 2022) :
- Disciotis maturescens Boud.
- Disciotis rufescens R.Heim
- Disciotis thelephora Wallr.
- Disciotis venosa (Pers.) Arnould